# براندون ميلر (متسابق دراجات نارية)
براندون ميلر (بالإنجليزية: Brandon Nozaki Miller)‏ هو متسابق دراجات نارية أمريكي، ولد في 18 أكتوبر 1984.